# Intercontinental FC do Recife
Intercontinental FC do Recife is een Braziliaanse voetbalclub uit Recife in de deelstaat Pernambuco. De club werd opgericht in 1999.